# ایندیانا جونز و معبد مرگ
ایندیانا جونز و معبد مرگ (انگلیسی: Indiana Jones and the Temple of Doom) یک فیلم آمریکایی در ژانر اکشن-ماجراجویی به کارگردانی استیون اسپیلبرگ است که در سال ۱۹۸۴ منتشر شد. این فیلم دومین قسمت از فرنچایز ایندیانا جونز به‌شمار می‌رود و پیش‌درآمدی بر فیلم مهاجمان صندوق گمشده (۱۹۸۱) است. هریسون فورد بار دیگر نقش ایندیانا جونز را ایفا می‌کند و کیت کپشا، آمریش پوری، روشن ست، فیلیپ استون و جاناتان کی کوان از دیگر بازیگران فیلم هستند. در این فیلم، روستاییان ناامید هندی از ایندیانا درخواست کمک می‌کنند تا سنگ عرفانی را پیدا کند و فرزندانشان را از دست فرقه‌ای که برده‌داری کودکان، جادوی سیاه و قربانی کردن انسان‌ها را به افتخار الههٔ کالی انجام می‌دهند، نجات دهد.
جرج لوکاس، تهیه کنندهٔ اجرایی و یکی از نویسندگان فیلم که مایل نبود دوباره نازی‌ها را به عنوان شخصیت‌های شرور فیلم معرفی کند، تصمیم گرفت این فیلم را به عنوان یک پیش‌درآمد در نظر بگیرد. سه داستان از طرح این فیلم رد شدند و سپس لوکاس سه پیش‌نویس فیلم‌نامه از این فیلم نوشت که به خط داستانی پایانی شباهت داشت. لارنس کاسدان، همکار لوکاس در مهاجمان صندوق گمشده، پیشنهاد نوشتن فیلم‌نامه را رد کرد و ویلارد هایک و گلوریا کتز به عنوان جایگزین او که پیش‌تر با لوکاس در دیوارنویسی آمریکایی (۱۹۷۳) کار کرده بودند، استخدام شدند.
اکران این فیلم با موفقیت تجاری همراه بود اما نقدهای اولیهٔ ضد و نقیضی از سوی منتقدان دریافت کرد و سبک عناصر تاریک و خشونت آن مورد انتقاد قرار گرفت. با این حال، نظر منتقدان از سال ۱۹۸۴ با استناد به شدت و تخیل فیلم بهبود یافته‌است. اسپیلبرگ در پاسخ به برخی از سکانس‌های خشن‌تر فیلم و با شکایت‌های مشابه در مورد گرملین‌ها (۱۹۸۴) پیشنهاد کرد که انجمن سینمایی آمریکا (MPAA) سیستم درجه‌بندی خود را تغییر دهد. این انجمن درخواست اسپیلبرگ را در عرض دو ماه پس از اکران فیلم قبول کرد و درجه‌بندی جدید PG-13 را ایجاد کرد.
ایندیانا جونز و معبد مرگ در ۲۳ مهٔ ۱۹۸۴ در سینماهای ایالات متحده منتشر شد. این فیلم نامزد دریافت جایزهٔ اسکار بهترین موسیقی فیلم شد و درنهایت جایزهٔ بهترین جلوه‌های تصویری را دریافت کرد. دنباله‌ای از فیلم با عنوان ایندیانا جونز و آخرین جنگ صلیبی در سال ۱۹۸۹ منتشر شد.

## داستان
ایندیانا جونز برای رد و بدل کردن الماسی با خاکستر جسد یکی از امپراتوران چین به نام نوراهاچی، به میکده یک گانگستر چینی، به نام لایو چی، می‌رود. کار مبادله به خشونت و تیراندازی کشیده می‌شود.
او برای گریز از این درگیری، خواننده میکده دختری به نام ویلی اسکات را به همراه خود می‌برد. آنگاه برای فرار از چین، به کمک پسرک ۱۱ ساله‌ای به نام Short Round (نیمه ماه)، هواپیمای لایوچی و خلبانانش را می‌رباید؛ ولی لایوچی و افرادش باک هواپیما را خالی کرده، با چترهای نجات خود از هواپیما بیرون می‌پرند.
در حالیکه هواپیما با شتاب در آسمان به پایین کشیده می‌شود، ایندی (ایندیانا جونز) آن را به سوی آب هدایت می‌کند و با ویلی و پسرک، بر روی یک قایق نجات فرود می‌آیند تا از خود را از خطر کشته شدن برهانند.
در کرانه آب درمی یابند که در محلی در کشور هندوستان سقوط کرده‌اند. پای پیاده به دهکده ای می‌روند. در آنجا پیر ده از آنان می‌خواهد سنگ جادوی مردم ده را از  تاگزها که بچه‌های مردم آنجا را نیز به اسارت برده‌اند، پس بگیرند. این آغاز ماجرایی است بسیار پرهیجان و ترسناک.

## بازیگران
- هریسون فورد: ایندیانا جونز
- کیت کاپشاو: ویلی اسکات
- کی هوی کوان: Short Round (نیمه ماه)
- آمریش پوری: ملا رام
- روشن ست: شاتار لال
- فیلیپ استون: کاپیتان بلوم بورت